# Osul scafoid

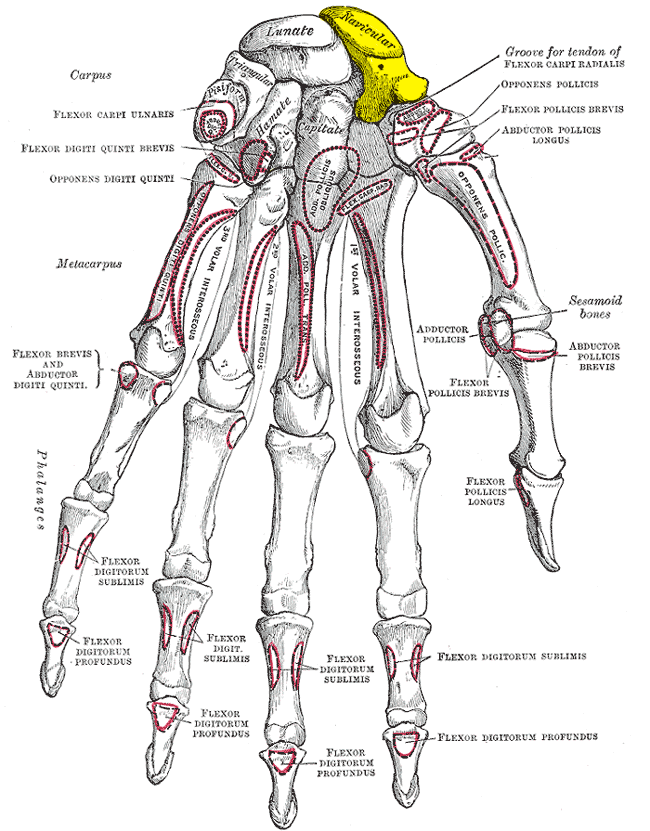
Scafoidul (în galben) văzut pe fața palmară (anterioară) a mâinii stângi

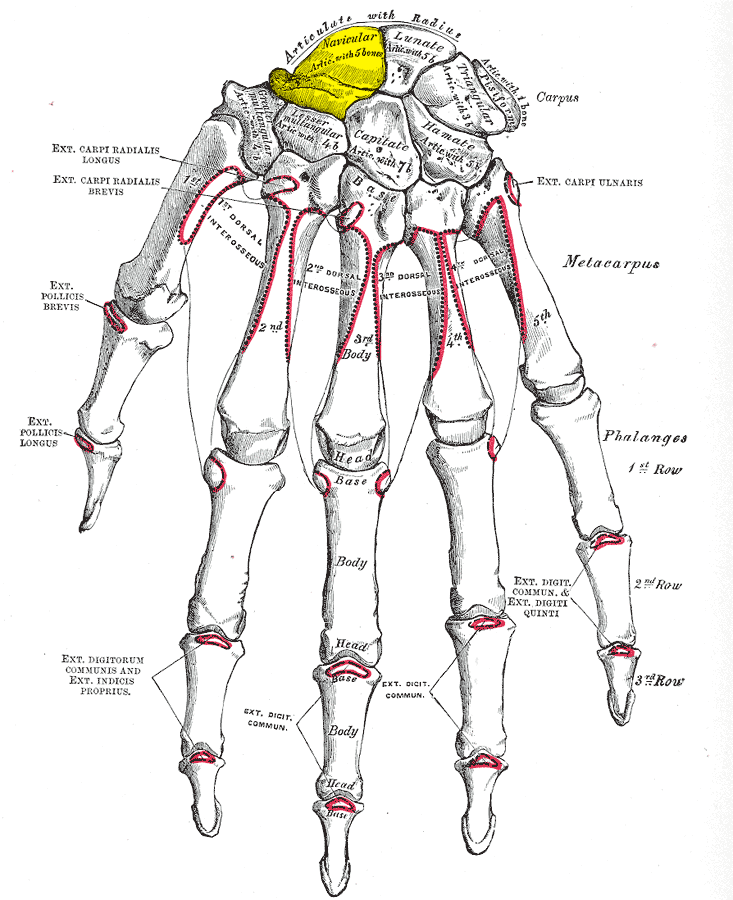
Scafoidul (în galben) văzut pe fața dorsală (posterioară) a mâinii stângi

Scafoidul sau osul scafoid (Os scaphoideum) (din greaca skaphe = barcă; eidos = formă) sau navicularul, osul navicular (Os naviculare) (din latina navicularis, de la navicula = corăbioară, diminutiv de la navis = navă) este cel mai lateral os al rândului întâi al carpului. Este comparat cu o luntre sau barcă (de unde și numele) din cauza concavității pe care o prezintă. Are o formă ușor alungită cu axul mare oblic, inferior și lateral. Se articulează distal cu trapezul și trapezoidul, proximal cu radiusul, medial (ulnar) cu semilunarul și cu osul capitat.
El prezintă 6 fețe: superioară, inferioară, medială, laterală, palmară și dorsală.
- Fața superioară (proximală) este o față articulară de formă convexă, care se articulează cu fața articulară carpiană a radiusului (Facies articularis carpalis).
- Fața inferioară (distală) este o față articulară care se articulează cu trapezul și trapezoidul.
- Fața medială (ulnară) este o față articulară concavă, care se articulează cu semilunarul și osul capitat (osul mare). Ea este împărțită în două segmente, unul superior, plan pentru semilunar și altul inferior, concav, pentru osul capitat.
- Fața laterală (radială) este o față nearticulară rugoasă, prevăzută cu un șanț, șanțul arterei radiale prin care trece artera radială.
- Fața palmară (anterioară) nearticulară este rugoasă, neregulată și prezintă o proeminență, numită tuberculul scafoidului sau tuberculul osului scafoid (Tuberculum ossis scaphoidei), pe care se inseră retinaculul flexorilor și mușchiul scurt abductor al policelui.
- Fața dorsală (posterioară) nearticulară, este strâmtă.

Proeminența formată de tuberculul osului scafoid se poate palpa pe fața palmară (anterioară), anteromedial față de procesul stiloid al radiusului (Processus styloideus radii), deasupra regiunii tenare, mâna fiind în extensie.